# Favio Segovia
Favio Segovia (12 de enero de 1989, Lomas de Zamora) es un futbolista argentino. Juega de defensa central y su equipo actual es el Club Social y Deportivo Merlo de la Primera C en Argentina.

## Trayectoria
Su posición natural es la de defensor central. Se coronó campeón del Torneo de Reserva de Primera División 2008/2009. El momento más importante de su carrera futbolística lo vivió el 13 de diciembre de 2009, cuando se coronó campeón del Torneo Apertura 2009 con Banfield.
Fue fichado por Macará de la ciudad de Ambato. Llegó a este club a préstamo, procedente de Banfield de Argentina, por el tiempo de un año y con opción a compra. 
Para comienzos de 2013, rescinde el contrato con el club de Ecuador y regresaba a Banfield.
En la temporada 2017 ficha para Berazategui
En 2022 salió campeón del torneo CSF. Líder natural para que el equipo obtenga el campeonato y la valla menos vencida. 

## Clubes
| Club                          | País      | Año       |
| ----------------------------- | --------- | --------- |
| Banfield                      | Argentina | 2009-2012 |
| Macará                        | Ecuador   | 2012      |
| Banfield                      | Argentina | 2013-2014 |
| Deportivo Español             | Argentina | 2015      |
| Tristán Suárez                | Argentina | 2016-2017 |
| Berazategui                   | Argentina | 2017-2018 |
| Club Social y Deportivo Merlo | Argentina | 2018-2019 |
| Libre                         |           |           |

## Palmarés

### Campeonatos nacionales
| Título             | Club     | País      | Año     |
| ------------------ | -------- | --------- | ------- |
| Primera B Nacional | Banfield | Argentina | 2013/14 |

- Datos: Q5856873